# Acinia macroducta
Acinia macroducta är en tvåvingeart som beskrevs av Dirlbek och Dirlbekova 1972. Acinia macroducta ingår i släktet Acinia och familjen borrflugor. Inga underarter finns listade i Catalogue of Life.